# Parascandolaïta
La parascandolaïta és un mineral de la classe dels halurs que pertany al grup de la neighborita. Rep el nom en honor d'Antonio Parascandola (27 de juliol de 1902, Procida, Campània, Itàlia - 30 de març de 1977, Portici, Campània, Itàlia), professor de mineralogia, geologia i posteriorment vulcanologia i geografia física a l'acadèmia aeronàutica de Pozzuoli, a l'Istituto di Mineralogia della Facoltà di Scienze de Nàpols i a l'Istituto di Mineralogia e geologia della Facoltà di agraria de Portici (Nàpols). El mineral es va trobar en escòries formades durant l'erupció de 1944 que Parascandola havia estudiat.

## Característiques
La parascandolaïta és un fluorur de fórmula química KMgF₃. Va ser aprovada com a espècie vàlida per l'Associació Mineralògica Internacional l'any 2013, sent publicada per primera vegada el 2014. Cristal·litza en el sistema isomètric. El mineral, isotípic de les perovskites cúbiques, és l'anàleg natural del fluorur sintètic KMgF₃ i està relacionat amb la neighborita, NaMgF₃.
L'exemplar que va servir per a determinar l'espècie, el que es coneix com a material tipus, es troba conservat a la col·lecció de referència del departament de química de la Universitat de Milà, Itàlia, amb el número d'espècimen: 2013–2014.

## Formació i jaciments
Va ser descoberta al Vesuvi, a la província de Nàpols (Campània, Itàlia). També ha estat descrita en altres punts propers com el mont Ottaviano, així com a Tanzània, Rússia i el Brasil.